# Província d'Istanbul
Istanbul és una província localitzada al nord-oest de Turquia. Té una àrea de 5,196 km²; i una població de 15.067.724 habitants (2018). La població era de 10.018.735 habitants el 2000. Està envoltat per les províncies de Tekirdağ a l'oest, Kocaeli a l'est, la mar Negra al nord i la Mar de Màrmara al sud. L'estret del Bòsfor (Boaziçi) divideix la província en dues parts: el costat europeu i el costat asiàtic.
La capital de la província és la ciutat d'Istanbul, que, des de 2004, té els mateixos límits que la província.
La província també inclou les Illes dels Prínceps com a districte.

## Districtes
| - Adalar - Arnavutköy - Ataşehir - Avcılar - Bağcılar - Bahçelievler - Bakırköy - Başakşehir - Bayrampaşa - Beşiktaş - Beykoz - Beylikdüzü - Beyoğlu - Büyükçekmece - Çatalca | - Çekmeköy - Esenler - Esenyurt - Eyüp - Fatih - Gaziosmanpaşa - Güngören - Kadıköy - Kağıthane - Kartal - Küçükçekmece - Maltepe | - Pendik - Sancaktepe - Sarıyer - Silivri - Sultanbeyli - Sultangazi - Şile - Şişli - Tuzla - Ümraniye - Üsküdar - Zeytinburnu |